# Psilocybe quebecensis
Psilocybe quebecensis är en svampart som beskrevs av Ola'h & R. Heim 1967. Psilocybe quebecensis ingår i släktet slätskivlingar och familjen Strophariaceae.   Inga underarter finns listade i Catalogue of Life.